# Parocnophila
Parocnophila is een geslacht van Phasmatodea uit de familie Diapheromeridae. De wetenschappelijke naam van dit geslacht is voor het eerst geldig gepubliceerd in 1998 door Zompro.

## Soorten
Het geslacht Parocnophila omvat de volgende soorten:
- Parocnophila carinata (Zompro, 1998)
- Parocnophila latirostrata Zompro, 2001